# فهرست قنات‌های شهرستان فارسان
جدول زیر براساس آمار وزارت جهاد کشاورزی تهیه شده‌است. فهرست زیر قنات‌های شهرستان فارسان در استان چهارمحال و بختیاری را نشان می‌دهد.
| نام قنات           | موقعیت                    | نزدیک‌ترین روستا | طول قنات (متر) | تعداد میله چاه | عمق مادر چاه | دبی (لیتر بر ثانیه) | سطح زیر کشت (هکتار) |
| ------------------ | ------------------------- | --------------- | -------------- | -------------- | ------------ | ------------------- | ------------------- |
| بالاده             | بخش مرکزی شهرستان فارسان  | باباحیدر        | ۰              | ۰              | ۰            | ۳۵                  | ۳۰                  |
| سیلک               | بخش جونقان شهرستان فارسان | جونقان          | ۰              | ۰              | ۰            | ۳۵                  | ۶۰                  |
| شط                 | بخش مرکزی شهرستان فارسان  | عیسی‌آباد        | ۰              | ۰              | ۰            | ۴                   | ۲                   |
| علی بازصالحی       | بخش مرکزی شهرستان فارسان  | چلیچه           | ۰              | ۰              | ۰            | ۱۲                  | ۲٫۵                 |
| علی مرتضائی        | بخش مرکزی شهرستان فارسان  | چلیچه           | ۰              | ۰              | ۰            | ۷                   | ۸                   |
| محمدآباد و پیزستان | بخش جونقان شهرستان فارسان | جونقان          | ۰              | ۰              | ۰            | ۴۰                  | ۱۵۰                 |
| میانکوه            | بخش جونقان شهرستان فارسان | جونقان          | ۰              | ۰              | ۰            | ۱۰                  | ۵                   |
| وردزان             | بخش جونقان شهرستان فارسان | جونقان          | ۲۰۰            | ۴              | ۲۰           | ۱۵                  | ۱۰۰                 |
| پرچستان            | بخش مرکزی شهرستان فارسان  | عیسی‌آباد        | ۰              | ۰              | ۰            | ۳۰                  | ۵۰                  |